# Carola Anding
Carola Anding (n. 29 decembrie 1960, Schmalkalden⁠(d), Republica Democrată Germană) este o schioară de fond ce a reprezentat Germania, medaliată olimpică. A participat la două ediții ale Jocurilor Olimpice (1980, 1984) în care a câștigat o medalie de aur.